# Valerie Steele
Valerie Steele, all'anagrafe Valerie Fahnestock Steele (1955), è una scrittrice, storica e museologa statunitense, dal 2003 è curatrice e direttrice del museo del Fashion Institute of Technology, presso l'Università statale di New York.
Valerie Steele è autrice di svariati volumi dedicati alla storia della moda, al suo impatto sociale e la sua valenza erotica, ed è considerata una delle pioniere nello studio della moda, oltre che una della maggiori e più autorevoli esperte in materia, venendo definita dalla giornalista di moda Suzie Menkes “il Freud della moda”.

## Biografia
Nel 1983 Valerie Steele ha conseguito un dottorato (Ph.D) alla Yale University e ha insegnato dal 1985 al 1996. Nel 2003 è stata nominata direttrice del Museo della Moda dello Fashion Institute of Technology, dove è stata curatrice di più di 25 mostre, nel corso degli ultimi venti anni, tra le quali: Gothic. Dark Glamour, Love & War. The Weaponized Woman, The Corset. Fashioning the Body e Femme Fatale: Fashion in Fin-de-Siècle Paris.
Oltre a ciò è la capo redattrice di Fashion Theory. The Journal of Dress, Body & Culture, pubblicata da Berg Publishers, una rivista accademica fondata nel 1997. È inoltre autrice di numerosi libri, in cui ha affrontato anche le connessioni tra moda (con particolare attenzione nei confronti del corsetto), corpo femminile, erotismo e feticismo, come nei volumi: Fashion and Eroticism. Ideals of feminine beauty from the Victorian era to the Jazz Age (1985), Fetish. Fashion, Sex and Power (1996) e  The Corset. A Cultural History (2001); o moda nelle sottoculture, come in Gothic. Dark Glamour (2008). Altri titoli comprendono volumi come Paris Fashion. Fifty Years of Fashion. New Look to Now (1988) e Women of Fashion. 20th-Century Designers (1991). Libri che sono stati spesso tradotti in molte lingue, compresi: cinese, francese, italiano, portoghese, russo, spagnolo e tedesco.
Tiene spesso conferenze sui suoi studi ed è apparsa in numerosi programmi televisivi, tra cui The Oprah Winfrey Show. Dopo essere apparsa nello speciale della PBS, The Way We Wear, è stata descritta dal Washington Post come una delle "donne più intelligenti della moda". Spesso citata dai media, è stata oggetto di profili su Forbes e The New York Times, oltre a essere stata inserita nel Daily News tra "i 50 personaggi più importanti della moda".
È collaboratrice dell'Enciclopedia Britannica, per cui ha scritto voci relative alla storia della moda.
Nel 2020 ha fatto parte della giuria dell'International Talent Support 2020, che ogni anno gratifica giovani designer offrendo loro premi e riconoscimenti.

## Opere (parziale)
- (EN) Fashion and Eroticism. Ideals of feminine beauty from the Victorian era to the Jazz Age, Oxford University Press, 1985, ISBN 0-19-503530-5.
- (EN) Paris Fashion. A cultural history, Oxford University Press, 1988, ISBN 0-19-504465-7.
- (EN) Men and Women. Dressing the part, con Claudia Brush Kidwell, Smithsonian, 1989, ISBN 0-87474-559-4.
- (EN) Women of Fashion. Twentieth-century designers, Rizzoli International Publications, 1991, ISBN 0-8478-1394-0.
- (EN) Fetish. Fashion, Sex and Power, Oxford University Press, 1996, ISBN 0-19-509044-6.
  -  Fetish. Moda, sesso e potere, Roma, Meltemi Editore, 2005, ISBN 88-8353-374-7.
- (EN) Fifty Years of Fashion. New look to now, Yale University Press, 1997, ISBN 0-300-07132-9.
- (EN) Bags. A lexicon of style, con Laird Borrelli, Scriptum Publishers, 1999, ISBN 1-902686-04-7.
- (EN) China Chic. East meets West, con John S. Major, Yale University Press, 1999, ISBN 0-300-07930-3.
- (EN) Shoes. A lexicon of style, Rizzoli International Publications, 1999, ISBN 0-8478-2166-8.
- (EN) The Corset. A cultural history, Yale University Press, 2001, ISBN 0-300-09071-4.
- (EN) The Red Dress, Rizzoli International Publications, 2001, ISBN 0-8478-2392-X.
- (EN) The Fan. Fashion and Femininity Unfolded, Rizzoli International Publications, 2002, ISBN 0-8478-2446-2.
- (EN) Fashion. Italian style, Yale University Press, 2003, ISBN 0-300-10014-0.
- (EN) Encyclopedia of Clothing and Fashion, Charles Scribner's Sons, 2005, ISBN 0-684-31451-7.
- (EN) Gothic. Dark Glamour, Yale University Press, 2008, ISBN 0-300-13694-3.